# 滋賀県道118号石部停車場線
滋賀県道118号石部停車場線（しがけんどう118ごう いしべていしゃじょうせん）は、滋賀県湖南市を通る一般県道である。

## 概要
湖南市石部西3丁目から湖南市石部中央1丁目に至る。
湖南市西部、石部地区の玄関口から市街へと結ぶ県道。

### 路線データ
- 起点：湖南市石部西3丁目（JR西日本草津線 石部駅前）
- 終点：湖南市石部中央1丁目（西庁舎前交差点、滋賀県道113号石部草津線交点、滋賀県道119号長寿寺本堂線終点）
- 総延長：1.0 km

## 地理

### 通過する自治体
- 湖南市

### 交差する道路
| 交差する道路                                      | 交差する場所  | 交差する場所          |
| ------------------------------------------------- | ------------- | --------------------- |
| 滋賀県道113号石部草津線 滋賀県道119号長寿寺本堂線 | 石部中央1丁目 | 西庁舎前交差点 / 終点 |

### 沿線
- JR西日本草津線 石部駅
- 柿ヶ沢墓地
- 滋賀銀行 石部支店
- 石部文化ホール
- 湖南市役所 西庁舎
- 滋賀県信用組合 石部支店
- NTT西日本 滋賀支店石部別館
- 平和堂 石部店